# Niekrasowcy
Niekrasowcy, Kozacy Niekrasowcy (ros. Некрасовцы, niekrasowcy, Некрасовские казаки, niekrasowskie kazaki, Казаки-некрасовцы, kazaki-niekrasowcy) są potomkami kozaków dońskich, którzy po powstaniu Buławina wyemigrowali do Imperium Osmańskiego.

## Historia
W 1708 roku na Donie stłumiono chłopskie powstanie kierowane przez Kondrata Buławina. Kozacki ataman Ignat Niekrasow nie podporządkował się carowi i wyprowadził kilkadziesiąt tysięcy wojska i cywilów z Rosji do Imperium Osmańskiego. Uchodźcy żyli w okolicach Półwyspu Tamańskiego, najeżdzając rosyjskie ziemie i broniąc się przed akcjami odwetowymi. Po 1737 roku resztki ich oddziałów wyjechały do Turcji czy Dobrudży, skąd powrócili do ojczyzny lub wyjechali do USA dopiero w XX wieku, głównie w 1962 roku.